# Egzistencijalizam je humanizam
Egzistencijalizam je humanizam (fr. L'Existentialisme est un humanisme, 1946) je djelo francuskog egzistencijaliste Sartra, u kojem on objašnjava egzistencijalizam kao humanističku filozofiju. On smatra da „egzistirati“ znači naprosto biti tu, i da ne postoji ništa što bi čovjeku moglo definisati karakter, ciljeve u životu i drugo. Samo čovjek može da odredi to bit za sebe samoga:
Čovjek prije svega egzistira, susreće sebe samoga, uranja u svijet — i definiše sebe kasnije.
Smatrao je da je savremeni svijet okrutan, ružan, dehumanizovan i da je život stalna muka i neuspjeh. Zbog toga je potreban egzistencijalizam kao filozofija koja ljudski život čini mogućim, jer pokreće čovjeka na djelovanje da postane ono što od sebe načini — ukupnost svojih djelovanja. To pokazuje da je sloboda u strukturi egzistencije. Zbog toga je egzistencijalizam humanizam. Ovo se najbolje može izraziti citatom:
Svagda za kukavicu postoji mogućnost da više ne bude kukavica, a za heroja da prestane biti heroj.

## Spoljašnje veze
- Skraćena verzija ovog djela
- Puna verzija ovog Sartrovog djela
- Odeljak iz ovog Sartrovog dela (na srpsko-hrvatskom jeziku)